# اچ‌ام‌اس پالاس (۱۸۰۴)
اچ‌ام‌اس پالاس (۱۸۰۴) (به انگلیسی: HMS Pallas (1804)) یک کشتی بود که طول آن ۱۲۷ فوت (۳۹ متر) بود. این کشتی در سال ۱۸۰۴ ساخته شد.